# Megophthalminae
Sous-famille
Les Megophthalminae sont une sous-famille d'insectes de l'ordre des Hémiptères (les Hémiptères sont caractérisés par leurs deux paires d'ailes dont l'une, en partie cornée, est transformée en hémiélytre), de la famille des Cicadellidae.
Ces insectes communément appelés cicadelles, sont des insectes sauteurs et piqueurs et ils se nourrissent de la sève des végétaux grâce à leur rostre.

## Liste des tribus
Selon BioLib (1er nov 2013)
- Adelungiini Baker, 1915
- Durgulini Gnezdilov, 2001
- Evansiolini Linnavuori & DeLong, 1977
- Megophthalmini Kirkaldy, 1906
- Nehelini Zachvatkin, 1946

## Liste des genres
- Agallia
- Agalliopsis Kirkaldy, 1907
- Brenda Oman, 1941
- Ceratagallia
- Megophthalmus
- Paropulopa Fieber, 1866